# Gustaf Adolph Hierta
Gustaf Adolph Hierta, född 20 april 1781 i Jumkils församling, Uppsala län, död 15 mars 1847 i Uppsala församling, var en svensk generallöjtnant, bruksägare, friherre och politiker. Han tillhörde släkten Hierta och var far till godsägaren och politikern Carl Gustaf Hierta.
Gustaf Adolph Hierta var riksdagsledamot för ridderskapet och adeln vid ståndsriksdagarna 1809/10–1815 samt 1823–1844/45. Han är begravd på Uppsala gamla kyrkogård.